# Martín Costabal
Martín Ignacio Costabal Llona (28 de julio de 1949) es un ingeniero comercial, académico y político chileno, miembro de la Unión Demócrata Independiente (UDI). Fue el último ministro de Hacienda del general Augusto Pinochet entre diciembre de 1989 y marzo de 1990. Desde 2007 se desempeña como asesor en el Ministerio de Hacienda, ejerciendo el cargo de consejero del Comité Financiero de ese ministerio.

## Reseña biográfica
Es Ingeniero comercial de la Pontificia Universidad Católica (PUC, 1971), con un MBA de la Universidad de Chicago, actualmente forma parte del consejo asesor del MBA de la Universidad del Desarrollo e integró directorios como el de Empresas CMPC, Empresas Pizarreño, Banco de Chile, Ladeco, CCU, Cemento Melón, Chilectra e Icare.
En su corto paso por la cartera trabajó junto a las nuevas autoridades del Banco Central, quienes, estrenando la autonomía del institutor emisor, profundizaron una política de ajuste vía tasas de interés, para frenar el crecimiento de la inflación y de las importaciones.
Además, firmó la Ley 18.904, que traspasó a todos los funcionarios que al 31 de diciembre de 1989 se encontraban a honorarios en el BC, a la planta inamovible del Comité de Inversiones Extranjeras (CIE).
También fue gerente general de AFP Habitat, director de la Fundación Belén Educa y gobernador de Chile ante el Banco Interamericano de Desarrollo.
En 1995 obtuvo el premio al economista del año de la Universidad Católica.
En el sector público también fue director de Presupuestos, miembro del equipo que diseñó el sistema de capitalización individual (1974-1980) y asesor del Ministerio de Economía (1979-1980).
Llegó a ser integrante del Tribunal Supremo de la Unión Demócrata Independiente (UDI).
En ambos gobiernos de Michelle Bachelet formó parte de las comisiones que discutieron propuestas para pefeccionar el sistema de pensiones chileno.